# Eldstrupig solängel
Eldstrupig solängel (Heliangelus micraster) är en fågel i familjen kolibrier.

## Utseende
Eldstrupig solängel är omisskännlig med sin orangefärgade strupfläck. I övrigt är den mörkt smaragdgrön med relativt kort och rak näbb. Könen är relativt lika, förutom mindre strupfläck och smutsigare gråaktig buk hos honan. 

## Utbredning och systematik
Eldstrupig solängel delas in i två underarter:
- H. m. micraster – förekommer i Anderna i sydöstra Ecuador och närliggande norra Peru
- H. m. cutervensis – förekommer i Anderna i nordvästra Peru (Cajamarca)

## Levnadssätt
Eldstrupig solängel hittas i bergstrakter på mellan 2400 och 3100 meters höjd. Den förekommer i tempererade skogar och skogsbryn, i de mellersta skikten. Fågeln besöker också kolibrimatare.

## Status
Trots det begränsade utbredningsområdet och att den tros minska i antal anses beståndet vara livskraftigt av internationella naturvårdsunionen IUCN.